# MOHID LAND
A  Modelação hidrológica é cada vez mais utilizada quer no meio cientifico quer no ambiente empresarial, em particular para serviços de apoio à agricultura , em serviços operacionais costeiros , etc
O MOHID Land está sobretudo vocacionado para a  Modelação hidrológica. O desenvolvimento deste modelo começou no ano 2000 com base no sistema MOHID. O sistema MOHID foi desenvolvido desde 1985 no grupo Maretec do Instituto Superior Técnico, Universidade de Lisboa  podendo ser considerado um  Laboratório numérico. O  Código fonte do modelo é disponibilizado em regime  Software de código aberto, podendo ser descarregado da página do MOHID no GitHub.
O MOHID Land é um modelo  Bacia Hidrográfica que simula de forma integrada (i) o escoamento superficial (ii) o escoamento nos canais que constituem a rede de drenagem (iii) o escoamento na zona não saturada do solo (acima do nível freático) e (iv) o escoamento na zona saturada do solo ( aquífero) . Estes escoamentos são interdependentes e a sua simulação integrada elimina a necessidade de hipóteses sobre as transferências entre estes domínios. A interacção entre os diferentes processos (e.g. troca de água entre o aquífero e a rede de drenagem) é calculada dinamicamente através de gradientes hidráulicos. Cada processo apresenta escalas espaciais próprias sendo que o módulo que calcula o escoamento nos canais da rede de drenagem é uni-dimensional (1D) na direcção do canal, o módulo do escoamento superficial é bi-dimensional (2D) na horizontal, e o módulo que calcula o escoamento na zona do solo é tri-dimensional (3D).
Recentemente a ESA Financiou o projecto Aquapath-Soil  para aplicar o MOHID LAND no suporte à rega usando LAI de satélite, obtendo mapas de evapotranspiração. Mais tarde através do projecto FIGARO, uma aplicação semelhante foi feita ao nível europeu usando o software AQUASAFE como o motor para juntar dados e modelos para produzir previsões de rega. 

## Principais processos
- Escoamento superficial (2D);
- Escoamento na rede de drenagem (1D);
- Escoamento no solo e  aquífero (equação de Richards e  Darcy);
- Infiltração calculada por equação de Richards ou Green–Ampt;
- Evapotranspiração usando equações da FAO56 (Penman–Monteith)

## Escoamento superficial
A principal força motriz do escoamento superficial é gradiente hidráulico . De facto, o nível da coluna de água à superfície do solo tende a ser homogeneizadas pelo efeito do gradiente hidráulico. Gradiente hidráulico inclui não só a altura da coluna de água mas também a gravidade já que o nível da coluna de água inclui o nível da topografia. Adicionalmente há uma perda hidráulica devido a superfície de contacto do solo, recorrendo a coeficiente de  manning. O escoamento é calculado pelas equações de Saint Venant, mas é possível optar por formas de cálculo mas simples como a onda difusa (assumindo aceleração zero) e a onda cinemática (assumindo aceleração zero e superfície de água paralela à superfície do solo). Este modulo permite calcular áreas de  inundação.

## Escoamento na rede de drenagem
O escoamento na  rede de drenagem baseia-se nos mesmos conceitos mas escoamento é unidimensional. Assume-se que os canais têm uma secção trapezoidal. De uma forma geral o escoamento é diretamente proporcional ao raio hidráulico e ao declive do canal, sendo inversamente proporcional ao coeficiente de Manning.

## Evapotranspiração
A evapotranspiração real é calculada pela soma de três componentes: evaporação da copa das plantas, transpiração das plantas e evaporação do solo. Esta evapotranspiração real será sempre menor ou igual à potencial. Para o cálculo da transpiração é necessário o Índice de Área  Foliar (LAI-Leaf Area Index). Este parâmetro é estimado para cada HRU através de um modelo de crescimento de plantas.

## Escoamento no solo e aquífero
De um modo geral, o cálculo do escoamento baseia-se nas equações de conservação da massa e da  quantidade de movimento. Recorrendo ao conceito de condutividade, a equação de conservação da quantidade de movimento transforma-se na equação de  Darcy, que, substituída na equação da conservação da massa, dá origem à chamada equação de Richards. Pode-se deduzir a partir da equação de van Genuchten da curva de retenção da água, a relação entre a pressão e o  teor volúmico de água, que permite calcular os gradientes hidráulicos negativos do solo, conhecido como potencial mátrico do solo. Estes gradientes são relevantes quer para o cálculo da  Infiltração, percolação,  Evapotranspiração e ascensão  capilar.